# SN 2012M
SN 2012M (PSN J14565985+2435595) – trzynasta supernowa odkryta w 2012. Supernowa została odkryta 20 stycznia w ramach programu Italian Supernovae Search Project. W momencie odkrycia miała jasność 10m, należy do typu Ia.
Położona jest w galaktyce PGC 53433, w gwiazdozbiorze Wolarza.